# Prensa (tecnología)

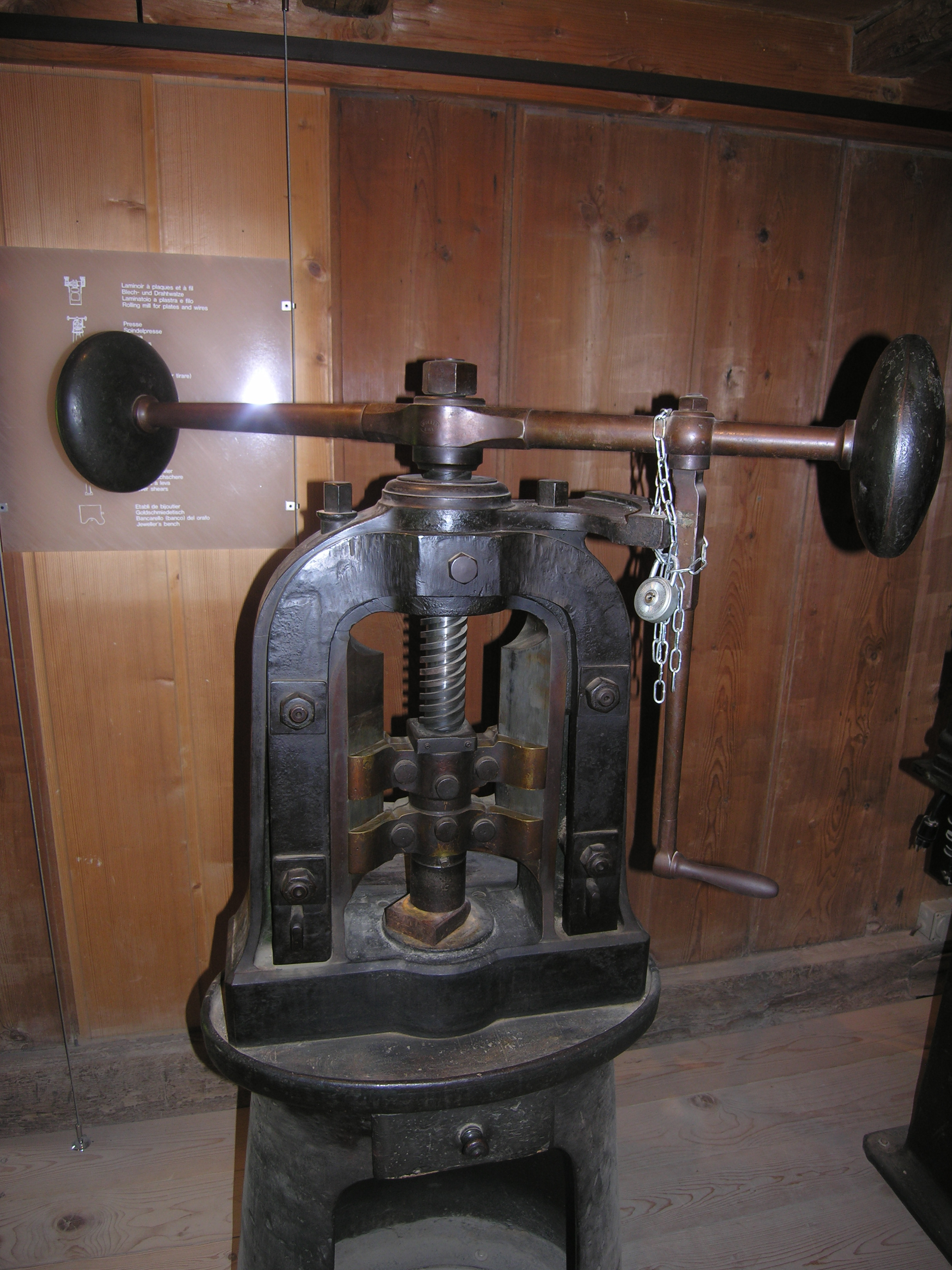
Prensa manual de orfebre.

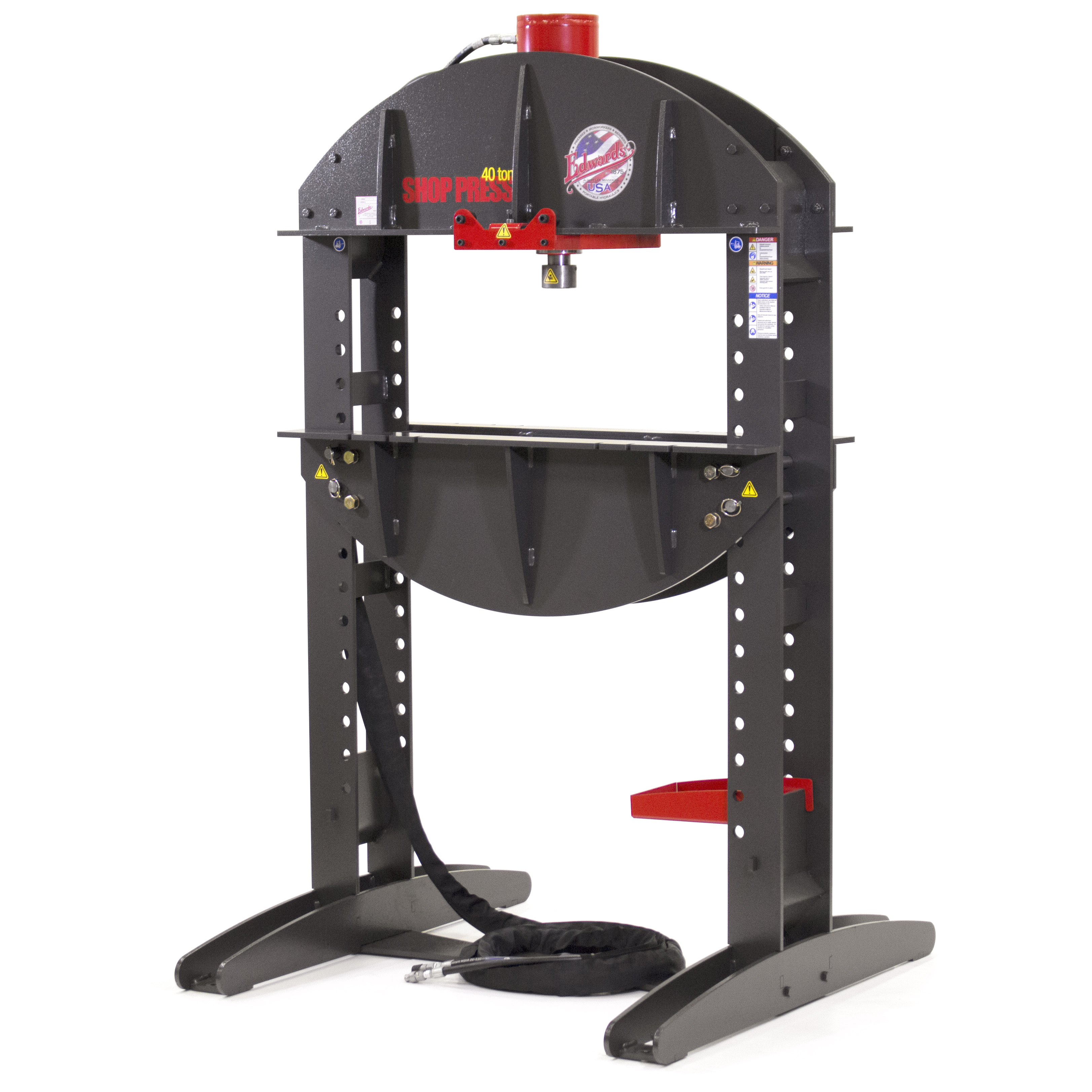
Prensa hidráulica de uso múltiple.

Prensa de potencia con una barrera de protección fija

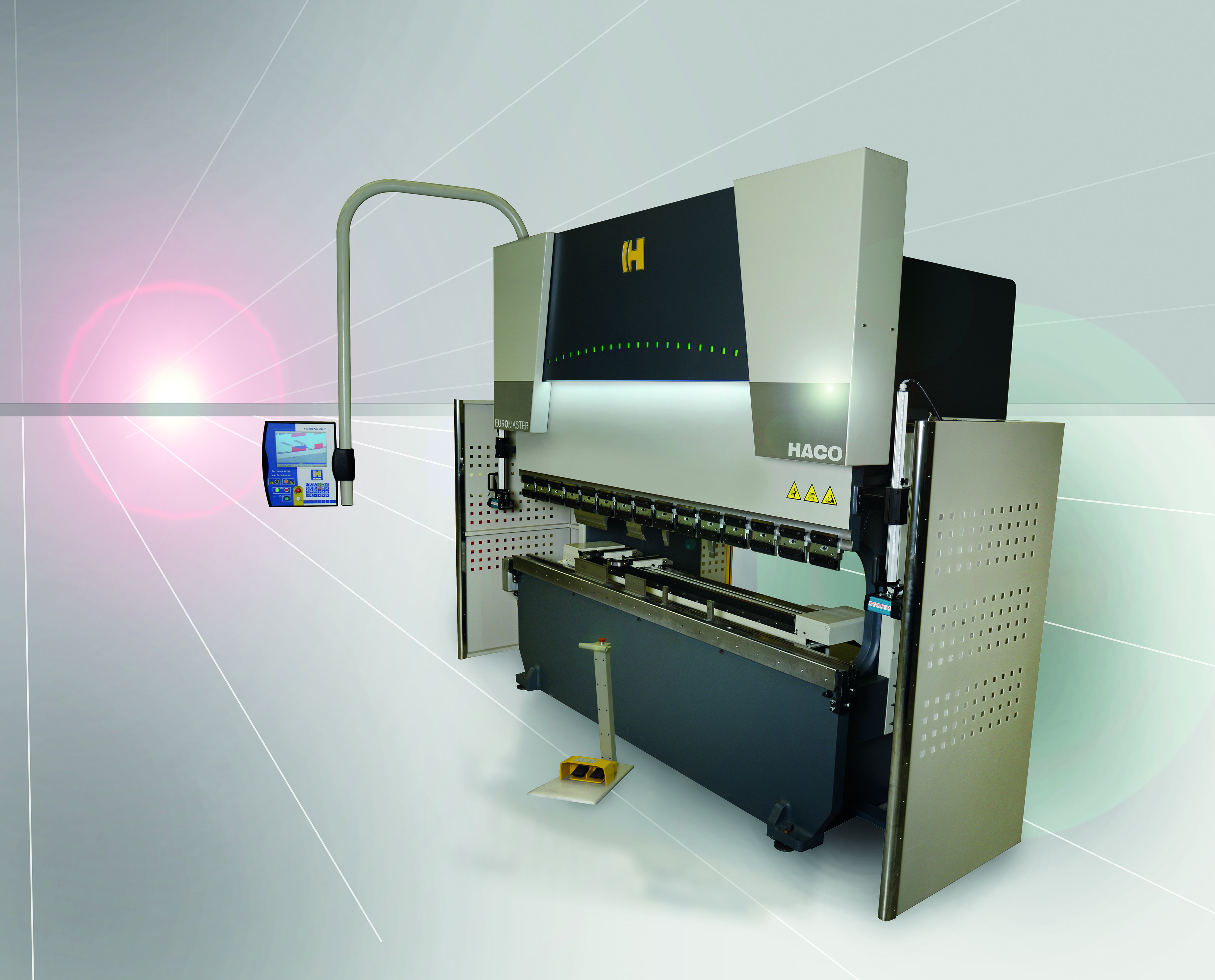
Prensa dobladora de chapa hidráulica HACO CNC.

Una prensa de conformado, comúnmente abreviada prensa, es una máquina herramienta que cambia la forma de una pieza que se está trabajando mediante la aplicación de presión.
Dependiendo de la matriz que se acople a la prensa, el estampado, el corte y los agujeros se pueden hacer simultáneamente o no. Este tipo de máquina es muy utilizada en el campo de la metalurgia y la cerámica. Las prensas mecánicas se utilizan para formar y cortar diversos materiales.

Es una máquina que básicamente comprime (presiona) una matriz contra el material a moldear o cortar mediante el movimiento de
rotación total o parcial. Se puede mover neumáticamente, con motor eléctrico o mecánicamente a través de una varilla.
La fuerza generada por las prensas varía a lo largo de su trayectoria dependiendo del ángulo de aplicación de la fuerza. Cuanto más cerca del punto de impacto, mayor es el torque. Como estándar aceptado por los fabricantes, las prensas tienen el punto de fuerza a unos 30 grados en las prensas de reducción de engranajes y a 20 grados en las prensas de accionamiento directo.
Las prensas se pueden clasificar según diferentes criterios:
- su mecanismo de accionamiento: hidráulico, mecánico, neumático;
- su función: prensas de forja, prensas de estampado, plegadoras, punzonadora, etc.
- su estructura, por ejemplo, prensa de articulación de nudillos, prensa de tornillo
- su controlabilidad: convencionales frente a servoprensas

## Prensa simple
Por lo general, consta de un marco rectangular simple, a menudo fabricado con un canal en «C» o tubería, que contiene un gato de botella o un cilindro hidráulico para aplicar presión a través de un ariete a la pieza que se está trabajando. A menudo se utiliza para trabajos de encofrado de uso general en talleres de mecánica automotriz, talleres mecánicos, garajes o sótanos, etc. Las prensas típicas de taller son capaces de aplicar entre 1 y 30 toneladas de presión, según el tamaño y la construcción. Las versiones de servicio más ligero a menudo se denominan «prensas de eje».
Una prensa de taller se usa comúnmente para presionar piezas con ajuste de interferencia, como engranajes en ejes o cojinetes en carcasas.

## Tipos de prensas según aplicaciones
- La prensa plegadora es un tipo especial de máquina-prensa que dobla láminas de metal para darles forma. Un buen ejemplo del tipo de trabajo que puede hacer una prensa plegadora es la placa trasera de una caja de computadora. Otros ejemplos incluyen soportes, piezas de marco y cajas electrónicas. Algunas prensas plegadoras tienen  controles numéricos y pueden formar piezas con una precisión de una fracción de milímetro. Las fuerzas de flexión pueden variar hasta 3000 toneladas.[2][3][4]
- Para hacer agujeros o taladros, se utiliza una prensa punzonadora
- La prensa de tornillo también se conoce como prensa de mosca.
- Una prensa de estampado es una máquina-prensa utilizada para dar forma o cortar metal deformándolo con un  troquel. Por lo general, consta de un marco de prensa, una placa de apoyo y un ariete.[5]
- Las prensas tapadoras forman tapas a partir de rollos de papel de aluminio a una velocidad de hasta 660 por minuto.

## Ejemplo de control de prensa peculiar: la servo-prensa
Una prensa de servomecanismo, también conocida como servoprensa o electroprensa , es una prensa accionada por un servomotor de  CA. El  par producido se convierte en una  fuerza lineal a través de un husillo de bolas. La presión y la posición se controlan a través de una celda de carga y un codificador. La principal ventaja de una servo-prensa es su bajo consumo de energía; representa solo el 10-20% de otras máquinas de prensa.
Cuando se  estampa, realmente se trata de maximizar la energía en lugar de cómo la máquina puede entregar el tonelaje. Hasta hace poco, la forma de aumentar el tonelaje entre el troquel y la pieza de trabajo en una prensa mecánica era a través de máquinas más grandes con motores más grandes.

## Tipos de prensas
El tipo de prensa utilizado está en correlación directa con el producto final. Los tipos de prensa son de lado recto, BG (con engranaje posterior), con engranaje, de separación, OBI (inclinable con respaldo abierto) y OBS (estacionario con respaldo abierto). Las  prensas hidráulicas y mecánicas se clasifican según el bastidor sobre el que se montan los elementos móviles. Las más comunes son la prensa de marco abierto, también conocida como marco en C, y la prensa de lado recto. Una prensa de lado recto tiene columnas verticales a cada lado de la máquina y elimina la desviación angular . Un marco en C permite un fácil acceso al área del troquel en tres lados y requiere menos espacio en el piso. Un tipo de marco abierto, el OBI pivota el marco para facilitar la descarga de desechos o piezas. Los OBS chorros de aire temporizados, dispositivos o transportadores para descarga de chatarra o parte.
| Tipo de prensa          | Tipo de marco  | Tipo de marco | Tipo de marco | Tipo de marco | Tipo de marco | Tipo de marco | Tipo de marco | Posición del marco | Posición del marco | Posición del marco | Posición del marco | Acción | Acción | Acción | Sistema de actuación | Sistema de actuación | Sistema de actuación | Sistema de actuación | Sistema de actuación | Sistema de actuación | Sistema de actuación | Sistema de actuación | Tipo de dirección | Tipo de dirección        | Tipo de dirección | Tipo de dirección         | Suspensión | Suspensión     | Suspensión       | RAM    | RAM      | Cama   | Cama    | Cama      |
| Tipo de prensa          | Volver a abrir | Brecha        | Lado recto    | Arco          | Pastillas     | Sólido        | Tirantes      | Vertical           | Horizontal         | Inclinable         | Inclinada          | Simple | Doble  | Triple | Cremallera           | cremallera de pasos  | Excéntrica           | Toggle               | tornillo             | Cam                  | Rack & pinion        | Pistón               | Over direct       | de engranajes, overdrive | Under direct      | de engranajes, underdrive | Un-punto   | de doble punto | de cuatro puntos | Simple | Múltiple | Sólido | Abierto | Ajustable |
| Banc                    | X              | X             |               |               |               | X             |               | X                  |                    | X                  | X                  | X      |        |        | X                    |                      | X                    |                      | X                    |                      |                      | X                    | X                 |                          |                   |                           | X          |                |                  | X      |          | X      | X       | X         |
| Open-back inclinable    | X              | X             |               |               |               | X             |               | X                  |                    | X                  |                    | X      | X      |        | X                    |                      | X                    |                      |                      | X                    |                      | X                    | X                 | X                        |                   |                           | X          | X              |                  | X      | X        |        | X       |           |
| Gap-frame               | X              | X             |               |               |               | X             | X             | X                  | X                  | X                  | X                  | X      | X      |        | X                    | X                    | X                    | X                    |                      |                      |                      | X                    | X                 | X                        |                   |                           | X          | X              | X                | X      | X        | X      | X       |           |
| Adjustable-bed horn     |                | X             |               |               |               | X             |               | X                  |                    |                    |                    | X      |        |        | X                    |                      | X                    |                      |                      |                      |                      | X                    | X                 | X                        |                   |                           | X          | X              |                  | X      |          | X      | X       | X         |
| End-wheel               |                | X             |               |               |               | X             |               | X                  |                    |                    |                    | X      |        |        |                      | X                    | X                    |                      |                      |                      |                      |                      | X                 | X                        |                   |                           | X          |                |                  | X      |          | X      | X       |           |
| Marco de arco           |                |               | X             | X             |               | X             |               | X                  |                    |                    | X                  | X      |        |        | X                    |                      |                      |                      |                      |                      |                      |                      | X                 | X                        |                   |                           | X          |                |                  | X      |          |        | X       |           |
| Straight-side           |                |               | X             | X             |               | X             | X             | X                  | X                  |                    | X                  | X      | X      | X      | X                    | X                    | X                    |                      |                      |                      | X                    | X                    | X                 | X                        | X                 | X                         | X          | X              | X                | X      | X        | X      | X       |           |
| Reducing                | X              | X             | X             |               |               | X             | X             | X                  | X                  |                    |                    | X      |        |        | X                    |                      |                      |                      |                      |                      |                      | X                    | X                 | X                        |                   |                           | X          |                |                  | X      |          |        | X       |           |
| Knuckle-lever           |                |               | X             |               |               | X             | X             | X                  |                    |                    | X                  | X      | X      |        |                      |                      |                      | X                    |                      |                      |                      |                      | X                 | X                        |                   |                           | X          | X              |                  | X      | X        | X      | X       |           |
| Toggle-draw             |                |               | X             |               |               | X             | X             | X                  |                    |                    |                    |        | X      | X      | X                    |                      | X                    | X                    |                      |                      |                      |                      |                   | X                        |                   | X                         | X          | X              | X                |        | X        |        | X       |           |
| Cam-drawing             | X              | X             | X             |               |               | X             | X             | X                  |                    | X                  |                    |        | X      |        | X                    |                      |                      |                      |                      | X                    |                      |                      | X                 | X                        |                   |                           | X          |                |                  |        | X        |        | X       |           |
| Two-point single-action |                | X             | X             |               |               | X             | X             | X                  |                    |                    | X                  | X      |        |        | X                    |                      | X                    |                      |                      |                      |                      |                      |                   | X                        |                   | X                         |            | X              |                  | X      |          | X      | X       |           |
| High-production         |                |               | X             |               |               | X             | X             | X                  |                    |                    | X                  | X      |        |        | X                    |                      | X                    |                      |                      |                      |                      |                      | X                 | X                        |                   |                           | X          | X              |                  | X      |          |        | X       |           |
| Dieing machine          |                |               |               |               | X             |               |               | X                  |                    |                    |                    | X      |        |        | X                    |                      |                      |                      |                      |                      |                      |                      | X                 |                          | X                 |                           | X          | X              |                  | X      |          |        | X       |           |
| Transferencia           |                | X             | X             |               |               | X             | X             | X                  |                    |                    |                    | X      |        |        | X                    | X                    | X                    | X                    |                      |                      |                      |                      | X                 | X                        |                   |                           |            | X              |                  | X      |          |        | X       |           |
| Flat-edge trimming      |                |               |               | X             |               | X             |               | X                  |                    |                    |                    |        | X      |        |                      |                      |                      |                      |                      | X                    |                      |                      |                   | X                        |                   |                           | X          |                |                  | X      |          |        |         |           |
| Hidráulica              |                | X             | X             |               | X             |               | X             | X                  | X                  | X                  |                    | X      | X      | X      |                      |                      |                      |                      |                      |                      |                      | X                    |                   |                          |                   |                           | X          | X              |                  | X      | X        | X      | X       | X         |
| freno de prensa         | X              | X             |               |               |               | X             |               | X                  |                    |                    |                    | X      |        |        | X                    |                      |                      |                      |                      |                      |                      | X                    |                   | X                        |                   |                           |            | X              | X                | X      |          | X      |         |           |

## Algunos tipos de prensa según usos industriales

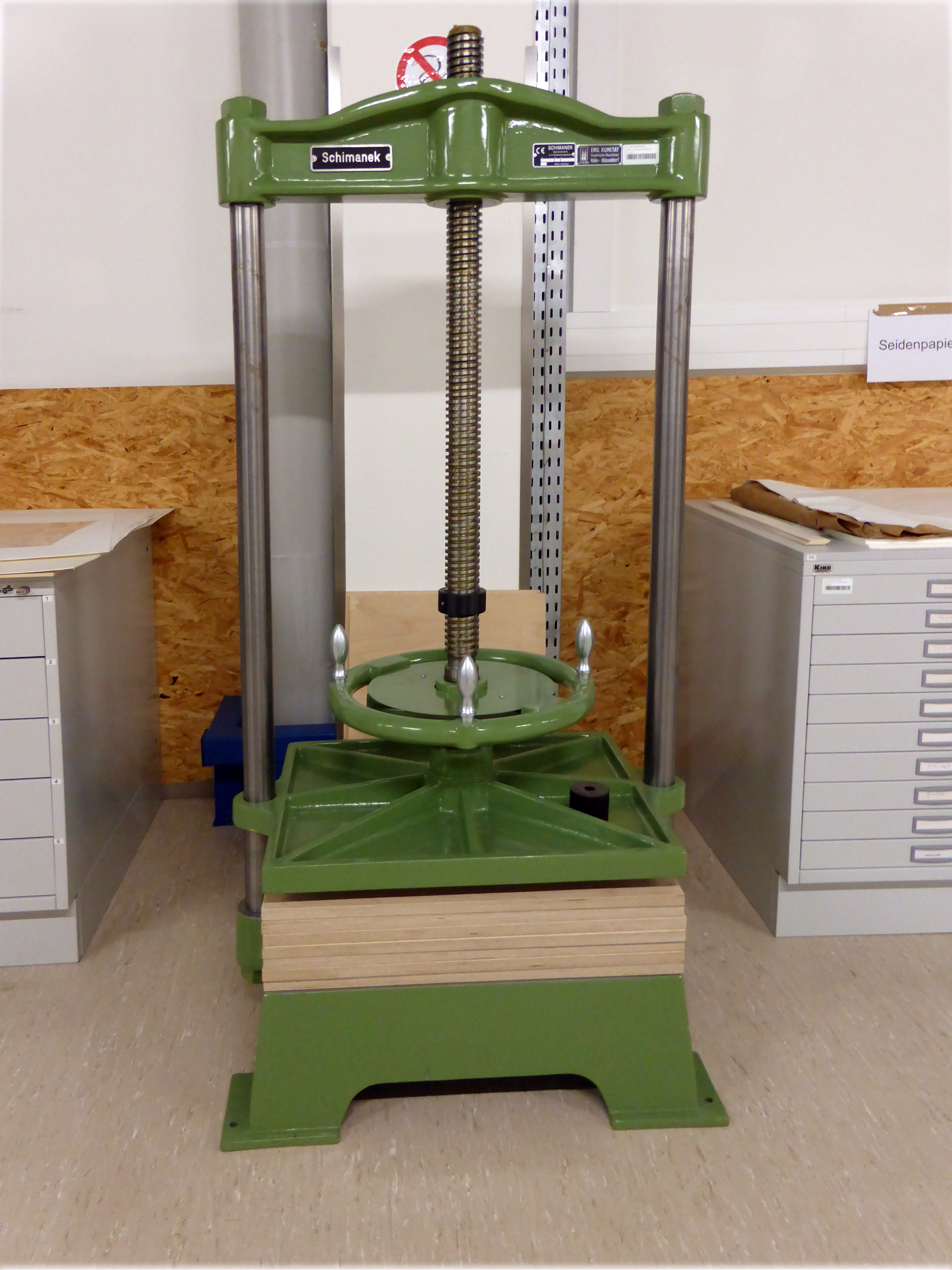
Prensa de alisado y empaquetado en el centro de restauración y digitalización del Archivo Histórico de la Ciudad de Colonia.

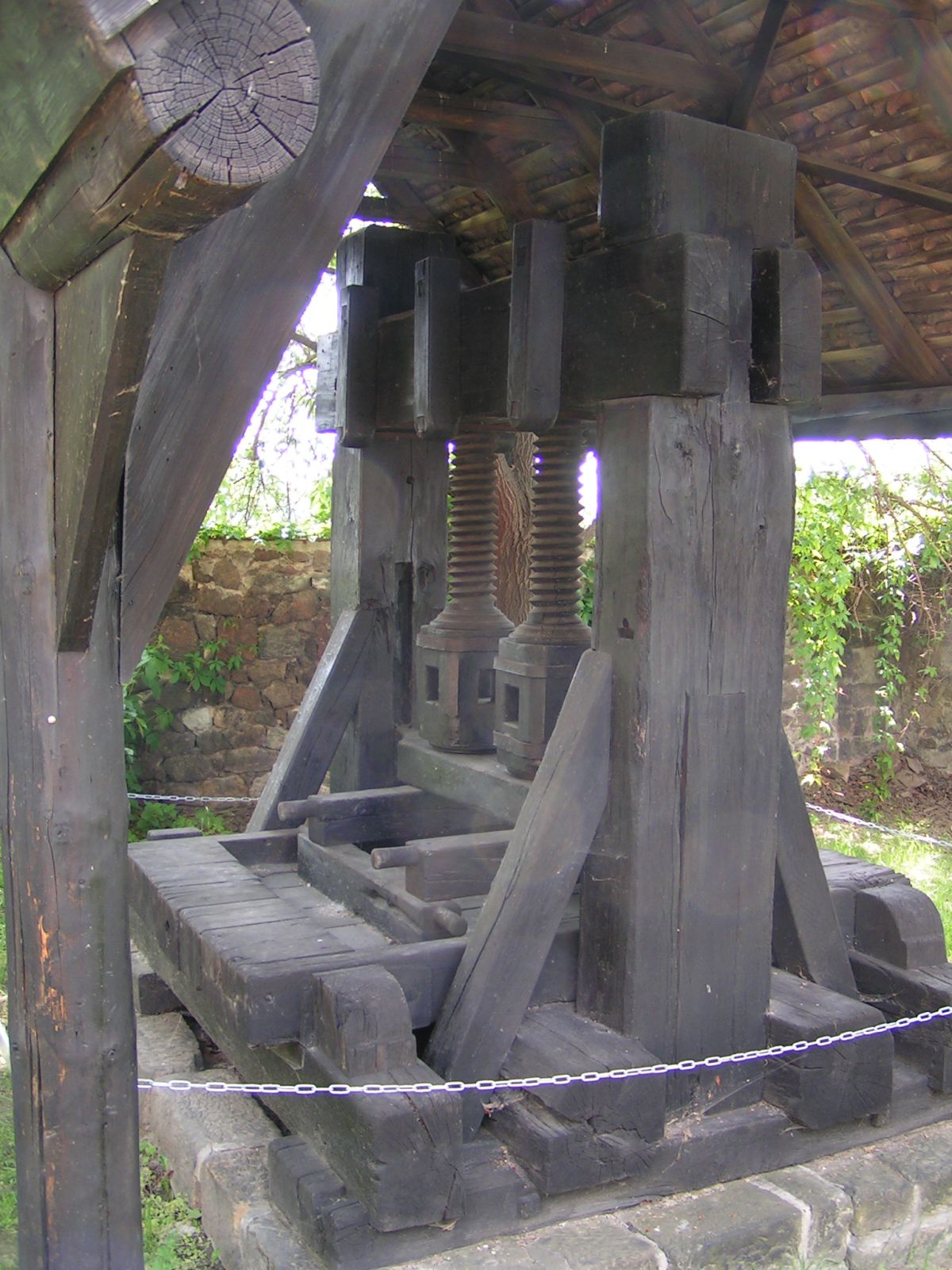
Prensa de vino (prensa de doble husillo) en la finca Hoflössnitz de Radebeul, Alemania. La prensa procede de la finca "Graue Presse" de Wahnsdorf y presenta un diseño típico de esa región en los siglos y

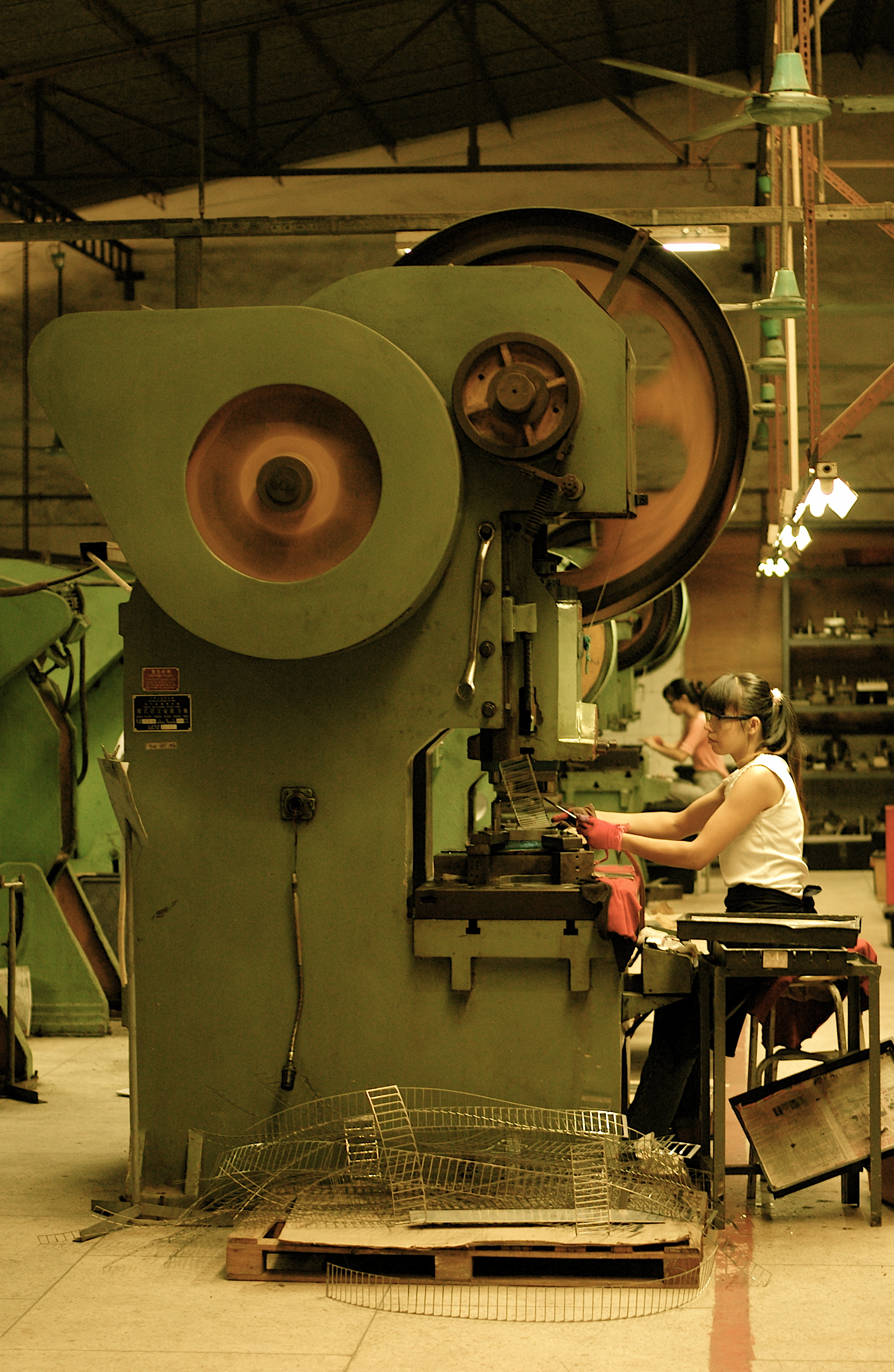
Prensa china para fabricar navajas y cuchillos

- Prensa de vino
- Almazara
- Prensa hidráulica
- prensa para encuadernación
- Imprenta
- Volante (prensa)
- Empacadora

## Historia
Históricamente, al metal se le daba forma mediante el uso de un martillo a mano. Más tarde, se construyeron martillos más grandes para presionar más metal a la vez o para presionar materiales más gruesos. A menudo, un herrero contrataba a un ayudante o un aprendiz para balancear el martillo mientras el herrero se concentraba en colocar la pieza de trabajo. Los martillos de caída y los martillos de disparo utilizan un mecanismo para levantar el martillo, que luego cae por gravedad sobre el material sobre el cual se trabaja.
A mediados del siglo XIX, los martillos manuales y de levas rotativas comenzaron a ser reemplazados en la industria por el martillo pilón, que fue descrito por primera vez en 1784 por James Watt, un inventor e ingeniero mecánico escocés que también contribuyó a las primeras máquinas de vapor y condensadores. pero no construido hasta 1840 por el inventor británico James Nasmyth. A finales del siglo XIX, los martillos de vapor habían aumentado considerablemente de tamaño; en 1891, la Bethlehem Iron Company hizo una mejora que permitió que un martillo de vapor propinara un golpe de 125 toneladas.
La mayoría de las prensas de máquinas modernas suelen utilizar una combinación de motores eléctricos e hidráulicos para lograr la presión necesaria. Junto con la evolución de las prensas vino la evolución de los troqueles utilizados en ellas.

## Seguridad
Las prensas mecánicas pueden ser peligrosas, por lo que siempre se deben tomar medidas de seguridad. Los controles bimanuales (controles cuyo uso requiere que ambas manos estén en los botones para operar) son una muy buena manera de prevenir accidentes, al igual que los sensores de luz que impiden que la máquina funcione si el operador está dentro del alcance de la pieza de presión.